# Snurfer

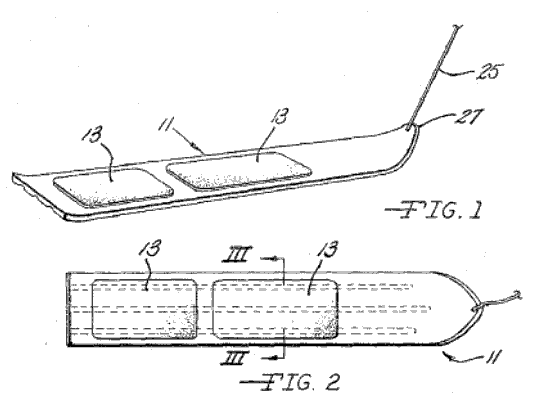
Diagrama de patente Snurfer (US 3378274)

El Snurfer fue el predecesor del snowboard . Era un monoesquí, que se montaba como una tabla de snowboard, pero al igual que un monopatín o una tabla de surf, no tenía fijaciones. Según la patente de 1966 del inventor Sherman Poppen, era más ancho y más corto que un par de esquís, con un reposapiés antideslizante. Al igual que un trineo, tenía un cordón sujeto al frente.

## Historia
Sherman Poppen creó originalmente el dispositivo el día de Navidad de 1965, para diversión de sus hijos. Su esposa, Nancy, nombró la invención y señaló que la tabla permitía a quien la usara, surfear sobre la nieve (de ahí el nombre que combina las palabras en inglés "snow" y "surfer").
En 1966, Poppen autorizó el producto a Brunswick Corporation y trabajó con ellos para desarrollar una técnica de fabricación. Brunswick comercializó el Snurfer como un artículo novedoso, no como equipo deportivo. Con la ayuda de Cee-J Wholesale Toy Company (Carl y Luella Suchovsky en Muskegon Heights, MI), el Snurfer se distribuyó por todo el país.
Desde 1968 hasta fines de la década de 1970, se llevaron a cabo competiciones de snurfer en Muskegon, Michigan . En 1968 más de 200 espectadores asistieron a un campeonato de Snurf. Brunswick interrumpió la producción en 1972, pero JEM Corporation continuó fabricando hasta principios de la década de 1980. En 1977, Jake Burton Carpenter, un profesional del snurf como deporte, comenzó a desarrollar un modelo mejorado sin cuerda y con la adición de fijaciones rígidas para botas de esquí a la tabla. A medida que las estaciones de esquí comenzaban a permitir tablas de snowboard en sus remontes, la popularidad del snurfer disminuyó. Poppen comenzó a hacer snowboard a la edad de 67 años. Ha sido reconocido por la comunidad del snowboard como el abuelo del deporte y fue incluido en el Salón de la Fama del Snowboard en Banff, Canadá, en 1995.

## El club de los snurfers
También se han realizado mejoras en el diseño de Snurfer en otras partes del mundo. En 1973, el Snurfer se mostró en la exposición Sport and Recreation in the USA celebrada en Moscú, Rusia. Boris Kovalev, un manitas de Moscú, comenzó a fabricar Snurfers con plástico de vinilo y fundó el primer club Snurfer para los niños locales. Este club tenía alrededor de 30 miembros.[cita requerida]
En 1980, dos de ellos, Aleksey Ostatnigrosh y Alexei Melnikov, con la ayuda de Boris Kovalev, comenzaron a cambiar el diseño del Snurfer para permitir el salto y mejorar el control sobre nieve compactada. Primero, ataron una cuerda elástica a la cola del Snurfer que se podía agarrar antes de saltar. En 1982, Aleksey Ostatnigrosh y Alexei Melnikov colocaron una fijación en el Snurfer y patentaron su innovación.[cita requerida]
Entre 1984 y 1988, con base en la iniciativa del Moscow Snurfer Club, los Snurfers fueron producidos en masa y distribuidos por la compañía Lavochkin Airspace, que estaba obligada a fabricar bienes de consumo como parte del programa de conversión dirigido por el gobierno. En 1985, después de varias iteraciones del sistema de fijaciones Snurfer, Ostatnigrosh fabricó el primer snowboard ruso y en 1988 OstatniGROsh y MELnikov fundaron la primera empresa rusa de fabricación de snowboard llamada GROMEL.[cita requerida]